# 忍たま乱太郎 (ミュージカル)
『忍たま乱太郎』（にんたまらんたろう）は、尼子騒兵衛の忍者ギャグ漫画『落第忍者乱太郎』及びそれを原作としたテレビアニメ『忍たま乱太郎』を舞台化したミュージカル。通称『忍ミュ』。

## 概要
2010年1月に第一弾公演が行われ、好評を受け同年7月に一部キャストと脚本・演出に変更を加えた再演、2011年1月には新作ストーリーでの第二弾公演が行われた。その後も2025年現在までに第十四弾まで公演され、2025年5月には第十五弾公演が予定されている。
役者が顔を出して演じる本格的なアクションミュージカルで、殺陣シーンを見所の一つとしている。アクション指導はアクション俳優やスーツアクター、スタントマンの養成で知られるジャパン・アクション・エンタープライズ（JAE）が行っており、第一弾再演からはJAE所属俳優を中心に落下スタントやロープを使ったキャットウォークからの降下アクションなど、よりダイナミックなアクションが見られるようになった。
原作・アニメとは異なり忍術学園の六年生（第八・九弾は五年生）を中心に据えたオリジナルストーリーで、主役級のキャストにはいわゆるイケメン若手俳優が揃えられている。
第二弾から九弾までの脚本はテレビアニメ版・劇場版への参加経験がある阪口和久が担当しており、五年生の八左ヱ門・兵助の得意武器が公式キャラクターブック『忍たまの友 天之巻』の発売前である第二弾の時点で登場していたりと、一部設定が書籍等での公式発表よりも前に取り入れられている場合がある。（十弾以降の脚本は竹本敏彰が担当）
また、ミュージカル版オリジナルで六年生にはイメージカラーが設定され、劇中で使用する武器の装飾などに取り入れられている。配色は文次郎が赤、仙蔵が紫、小平太が黄、長次が銀、留三郎が青、伊作が白。

## 公演リスト
第一弾「がんばれ六年生！」
初演：2010年1月13日 - 1月24日（全16公演）【会場：東京ドームシティ シアターGロッソ】
再演：2010年6月30日 - 7月7日（全11公演）【会場：東京ドームシティ シアターGロッソ】
第二弾「予算会議でモメてます！」
初演：2011年1月13日 - 1月23日（全15公演）【会場：東京ドームシティ シアターGロッソ】
再演：2011年7月1日 - 7月10日（全13公演）【会場：東京ドームシティ シアターGロッソ】
第三弾「山賊砦に潜入せよ」
初演：2012年1月12日 - 1月22日（全16公演）【会場：東京ドームシティ シアターGロッソ】
再演：2012年7月4日 - 7月15日（全17公演）【会場：サンシャイン劇場】
第四弾「最恐計画を暴き出せ！！」
初演：2013年1月9日 - 1月20日（全17公演）【会場：サンシャイン劇場】
再演：2013年6月21日 - 7月7日（全21公演）【会場：東京ドームシティ シアターGロッソ】
第五弾「新たなる敵！」
初演：2014年1月8日 - 1月24日（全21公演）【会場：サンシャイン劇場】
再演：2014年6月20日 - 7月6日（全21公演）【会場：東京ドームシティ シアターGロッソ】
第六弾「凶悪なる幻影！」
初演：2015年1月9日 - 1月23日（全19公演）【会場：サンシャイン劇場】
再演：2015年6月19日 - 7月5日（全21公演）【会場：東京ドームシティ シアターGロッソ】
第七弾「水軍砦三つ巴の戦い！」
初演：2016年1月9日 - 1月23日（全19公演）【会場：サンシャイン劇場】
再演・東京公演：2016年6月18日 - 7月3日（全20公演）【会場：東京ドームシティ シアターGロッソ】
再演・尼崎公演：2016年7月15日 - 7月17日（全5公演）【あましんアルカイックホール】
再演・静岡公演：2016年7月23日 - 7月24日（全3公演）【静岡市民文化会館 中ホール】
第八弾「がんばれ五年生!技あり、術あり、初忍務!!」
初演：2017年1月7日 - 1月22日（全21公演）【会場：東京ドームシティ シアターGロッソ】
再演・東京公演：2017年6月16日 - 7月2日（全21公演）【会場：サンシャイン劇場】
再演・大阪公演：2017年7月21日 - 7月23日（全5公演）【会場：森ノ宮ピロティホール】
第九弾「忍術学園陥落！夢のまた夢!?」
初演・東京公演：2018年1月6日 - 1月21日（全21公演）【会場：東京ドームシティ シアターGロッソ】
初演・愛知公演：2018年2月3日 - 2月4日（全3公演）【会場：春日井市民会館】
再演・東京公演：2018年6月15日 - 7月1日（全21公演）【会場：サンシャイン劇場】
再演・大阪公演：2018年7月12日 - 7月16日（全7公演）【会場：梅田芸術劇場 シアター・ドラマシティ】
第十弾「これぞ忍者の大運動会だ！」
初演・東京公演：2019年5月10日 - 5月26日（全21公演）【会場：東京ドームシティ シアターGロッソ】
初演・大阪公演：2019年5月31日 - 6月2日【会場：森ノ宮ピロティホール】※中止
初演・愛知公演：2019年6月8日 - 6月9日（全3公演）【会場：春日井市民会館】
再演・東京公演：2019年10月12日 - 10月27日（全18公演）【会場：東京ドームシティ シアターGロッソ】※一部公演中止
再演・兵庫公演：2019年11月8日 - 11月10日（全5公演）【会場：あましんアルカイックホール】
第十一弾「忍たま 恐怖のきもだめし」
初演・東京公演：2020年4月10日 - 4月26日【会場：東京ドームシティ シアターGロッソ】※中止
初演・大阪公演：2020年5月12日 - 5月17日※中止【会場：COOL JAPAN PARK OSAKA WWホール】
初演・東京公演:2020年10月9日 - 10月25日 （全12公演）※10月9日〜16日 中止【会場:東京ドームシティ シアターGロッソ】
初演・愛知公演:2020年11月14日 - 11月15日（全4公演）【会場：春日井市民会館】
初演・兵庫公演:2020年11月27日 - 11月29日【会場：あましんアルカイックホール】※中止
再演・東京公演：2021年4月9日 - 4月25日（全21公演）【会場：東京ドームシティ シアターGロッソ】※25日公演のみ無観客生配信
再演・大阪公演：2021年5月14日 - 5月16日【会場：梅田芸術劇場 メインホール】※中止
第十二弾「まさかの共闘！？大作戦！！」
初演・東京公演：2021年10月9日 - 10月24日【会場：東京ドームシティ シアターGロッソ】（全20公演）
初演・大阪公演：2021年10月29日 - 10月31日【会場：COOL JAPAN PARK OSAKA WWホール】（全5公演）
再演・東京公演：2022年10月8日 - 10月23日【会場：東京ドームシティ シアターGロッソ】（全21公演）
第十三弾「ようこそ！忍たま文化祭！」
初演・東京公演：2023年4月7日 - 4月23日（全21公演）【会場：東京ドームシティ シアターGロッソ】 
再演・東京公演：2023年9月29日 - 10月15日 (全19公演）【会場：東京ドームシティ シアターGロッソ】 
再演・大阪公演：2023年10月20日 - 10月22日 (全5公演）【会場：COOL JAPAN PARK OSAKA TTホール】
第十四弾「五年生！対六年生！～お宝を探しだせ！！～」
初演・東京公演：2024年5月17日 - 6月2日 (全21公演）【会場：東京ドームシティ シアターGロッソ】
初演・愛知公演：2024年6月8日 - 6月9日 (全3公演）【会場：幸田町民会館】
再演・東京公演：2024年10月19日 - 11月4日（全22公演）【会場：東京ドームシティ シアターGロッソ】
再演・大阪公演：2024年11月9日 - 11月12日（全6公演）【会場：COOL JAPAN PARK OSAKA TTホール】
第十五弾「走れ四年生！ 戦え六年生！ ～閻魔岳を駆け抜けろ～」
初演・東京公演：2025年5月23日 - 6月8日（全22公演）【会場：東京ドームシティ シアターGロッソ】
初演・大阪公演：2025年6月13日 - 6月15日（全5公演）【会場：COOL JAPAN PARK OSAKA WWホール】
再演・東京公演：2025年10月11日 - 10月26日【会場：東京ドームシティ シアターGロッソ】
再演・大阪公演：2025年11月1日 - 11月3日【会場 : 梅田芸術劇場 シアター・ドラマシティ】
再演・愛知公演：2025年11月8日 - 11月9日【会場 : 春日井市民会館】

## 第一弾

### あらすじ
学園長・大川平次渦正の突然の思いつきによる抜き打ちオリエンテーリングの道中、森の中で池の底に謎の「大きな龍」の影を見た乱太郎・きり丸・しんべヱ。実はそれは、ドクタケ城が密かに南蛮から輸入した新式のカノン砲だった。秘密を知った三人は、ドクタケ忍者隊に捕まってしまう。
一方、こちらも学園長の思いつきで新入生勧誘のための歌とダンスを練習させられていた六年生の六人は、「学園長は自分たちを卒業させ新入生を入れるつもりなのではないか」と期待するが、ダンスの息が合わずいさかいが絶えない。そこへ、乱太郎たちがドクタケにさらわれたとの知らせが飛び込んできた。
学園長より「卒業試験として乱太郎たちを救い出せ」という命を受け、ドクタケ城へ向かう六年生の面々。しかし、何者かに追われ行き倒れていた男・新吉との出会いを皮切りに、突如現れた謎の忍者・赤壁やいつもとは一味違うドクタケ忍者が彼らの前に立ちはだかり、思わぬ苦戦を強いられることに…。果たして彼らは乱太郎たちを救うことが出来るのか？六年生たちの激闘が始まった！

### キャスト
- 忍術学園六年生
  - 食満留三郎 - 片岡信和（初演） / 近江陽一郎（再演）
  - 善法寺伊作 - 橋本淳（初演） / 陳内将（再演）
  - 潮江文次郎 - 山口賢貴
  - 立花仙蔵 - 三津谷亮
  - 中在家長次 - 上鶴徹
  - 七松小平太 - 桑野晃輔
- 忍術学園一年は組（初演はダブルキャストで、一公演につきA・Bグループのどちらかが出演）
  - 猪名寺乱太郎 - A：橘敏輝 / B：岡駿斗（初演のみ）
  - 摂津のきり丸 - A：横須賀敦至（初演のみ） / B：石坂志輝
  - 福富しんべヱ - A：林田光輝 / B：佐々木隆一朗（初演のみ）
- 忍術学園教師
  - 土井半助 - 森本亮治
  - 山田伝蔵 - 今井靖彦
  - 大川平次渦正 - みやけみつる（初演） / 迫英雄 （再演）
- 忍術学園くのいち
  - ユキ - 金子有希
  - トモミ - 丸山未沙希
  - シゲ - 津田美波
- ドクタケ忍者隊
  - 稗田八方斎 - 幹山恭市
  - 大黄奈栗野木下穴太 - さけもとあきら
  - ドクタケ忍者（初演） - 翁長卓 / 宇田卓也 / 伊藤教人 / 遠藤誠 / 大津龍平 / 豊
  - ドクタケ忍者（再演） - 高橋光 / 村岡友憲 / 浅井宏輔 / 遠藤誠 / 佐藤圭右 / 豊
- ミュージカルオリジナルキャラクター
  - 赤壁 - 末野卓磨（初演） / 翁長卓（再演）
  - 新吉 - 中村利裕（初演） / 松嶋創（再演）

### スタッフ
- 脚本・演出・作詞 - 大和田悟史
- 音楽 - YOSHIZUMI
- 舞台監督 - 伊東龍彦 / 廣瀬次郎
- 殺陣 - 今井靖彦
- アクション - ジャパン・アクション・エンタープライズ

## 第二弾

### あらすじ
予算会議が行われ、予算増額を求める各委員会の委員長・委員長代理たちと、会計委員長・潮江文次郎が激しい攻防を繰り広げている忍術学園。会議の喧騒を抜け出して峠の茶屋に向かった乱太郎・きり丸・しんべヱは、そこでドクタケ忍者隊が丹波忍者の協力を得て忍術学園の大川学園長暗殺計画を企てているところに遭遇。しんべヱが偶然密書を手に入れてしまったことから、取り返そうとするドクタケ忍者隊に追われることとなる。 
一方、学園ではドクタケの怪しい動きを知らせるために利吉が来訪し、土井半助・山田伝蔵と共にドクタケの真意を探り始めていた。
やがて、ドクタケ忍者隊による学園長暗殺計画を知った上級生たち。予算を巡ってのいさかいが続く彼らは、力を合わせて乱太郎たちを守り、学園長暗殺を阻止することができるのか？

### キャスト
- 忍術学園六年生
  - 潮江文次郎 - 山口賢貴
  - 七松小平太 - 桑野晃輔（初演） / 林明寛（再演）
  - 食満留三郎 - 前内孝文
  - 善法寺伊作 - 土屋シオン（初演） / 椎名鯛造（再演）
  - 立花仙蔵 - 南羽翔平
  - 中在家長次 - 前山剛久
- 忍術学園五年生
  - 久々知兵助 - 阿久津愼太郎
  - 竹谷八左ヱ門 - 白又敦
- 忍術学園一年は組
  - 猪名寺乱太郎 - 吉永拓斗
  - 摂津のきり丸 - 加藤幹夫
  - 福富しんべヱ - 萩原稔
- 忍術学園教師
  - 土井半助 - 森本亮治（初演） / 矢吹卓也（再演）
  - 山田伝蔵 - 今井靖彦
  - 大川平次渦正 - 迫 英雄
- 忍術学園くのいち
  - ユキ - 金子有希
  - トモミ - 丸山未沙希
  - シゲ - 津田美波
- ドクタケ忍者隊
  - 稗田八方斎 - 幹山恭市
  - キャプテン達魔鬼 - 高橋光
  - 風鬼 - 翁長卓
  - 曇鬼 - 豊
  - ドクタケ忍者 - 伊藤教人 / 村岡友憲 / 遠藤誠 / 中村利裕
- その他
  - 山田利吉 - 末野卓磨

### スタッフ
- 脚本 - 浦沢義雄
- 作詞・演出 - 横山由和
- 舞台監督 - 中村和正 / 丸十靖浩 / 外山恵子
- 殺陣 - 今井靖彦
- アクション - ジャパン・アクション・エンタープライズ

## 第三弾

### あらすじ
夜間演習中にはぐれたしんべヱ・喜三太と実習中の仙蔵が出会い、お決まりの爆発オチを迎えた次の日。六年生にアルバイトの手伝いを頼もうとしたものの、多忙を理由に断られてしまったきり丸は、代わりに乱太郎・しんべヱ・喜三太の三人を連れてアルバイト先に向かう。しかし、そこはドクタケが山賊を使って通行人から金を巻き上げようと密かに建設中だった山賊砦であり、乱太郎たちはドクタケ忍者隊に捕えられてしまう。
学園を訪れた利吉の報告でそれを知った土井半助・山田伝蔵は、自分たちが助けに向かうので六年生は動かないようにと命じる。しかし、六年生との実力差に対する悩みから功を焦った五年生の八左ヱ門が単身山賊砦へ向かってしまい、同じく五年生の兵助からそれを知らされた六年生は、言いつけを破って砦へ向かうことを決める。
しかし、乱太郎たちが捕えられている砦には、「山賊一号」を名乗る剣の達人が待ち受けていた…。

### キャスト
- 忍術学園六年生
  - 立花仙蔵 - 南羽翔平
  - 潮江文次郎 - 松田岳
  - 中在家長次 - 前山剛久
  - 七松小平太 - 林明寛
  - 食満留三郎 - 前内孝文
  - 善法寺伊作 - 椎名鯛造
- 忍術学園五年生
  - 久々知兵助 - 山崎大輝
  - 竹谷八左ヱ門 - 才川コージ
- 忍術学園一年は組
  - 猪名寺乱太郎 - 吉永拓斗
  - 摂津のきり丸 - 加藤幹夫
  - 福富しんべヱ - 萩原稔
  - 山村喜三太 - 小宮明日翔
- 忍術学園教師
  - 土井半助 - 土倉有貴（初演）/ 真佐夫（再演）
  - 山田伝蔵 - 今井靖彦
  - 大川平次渦正 - 迫英雄
- 忍術学園くのいち（シゲのみダブルキャスト）
  - ユキ - 金子有希
  - トモミ - 丸山未沙希
  - シゲ - A：津田美波 / B：美馬利恵子
- ドクタケ忍者隊
  - 稗田八方斎 - 幹山恭市
  - 風鬼 - 高橋光
  - ドクタケ忍者（初演） - 金田進一 / 遠藤誠 / 徳田忠彦 / 神前元 / 中村利裕 / 豊
  - ドクタケ忍者（再演） - 金田進一 / 佐藤義夫 / 遠藤誠 / 徳田忠彦 / 中村利裕 / 豊
- その他
  - 山田利吉 - 末野卓磨
- ミュージカルオリジナルキャラクター
  - 山賊一号 - 翁長卓

### スタッフ
- 脚本 - 阪口和久
- 作詞・演出 - 星真一郎
- 音楽 - YOSHIZUMI
- 舞台監督 - 中村和正 / 丸十靖浩 / 外山恵子
- 殺陣 - 今井靖彦
- アクション - ジャパン・アクション・エンタープライズ

## 第四弾

### あらすじ
ある日、六年生たちは四年生の三人を連れてドクタケ忍者隊との戦いに挑み、彼らの暗躍を阻止することに成功する。しかし、快勝によって生まれた敵への侮りや先輩への遠慮を抱えた四年生と六年生の間には僅かな溝が生まれていた。
そんな中、夜間訓練中だった文次郎・仙蔵・小平太は、ドクタケ忍者隊が密かに手に入れた、火縄要らずの新式銃・シリン銃による狙撃を受けてしまう。
残りの六年生や四年生たちが突如行方不明となった三人の安否を心配する中、ドクタケ忍者隊の暗躍により学園に危機が迫っていた…。

### キャスト[52]
- 忍術学園六年生
  - 七松小平太 - 林明寛
  - 食満留三郎 - 前内孝文
  - 善法寺伊作 - 椎名鯛造（初演） / 安達勇人（再演）
  - 立花仙蔵 - 南羽翔平
  - 潮江文次郎 - 渡辺和貴
  - 中在家長次 - 鷲尾修斗
- 忍術学園四年生
  - 平滝夜叉丸 - 樋口裕太
  - 田村三木ヱ門 - 佐藤流司
  - 綾部喜八郎 - 布施勇弥
- 忍術学園五年生
  - 久々知兵助 - 山崎大輝（ゲスト出演）
  - 竹谷八左ヱ門 - 才川コージ（ゲスト出演）
- 忍術学園一年は組
  - 猪名寺乱太郎 - 関根航
  - 摂津のきり丸 - 佐野代吉
  - 福富しんべヱ - 植弘駿介
- 忍術学園教師
  - 土井半助 - 真佐夫
  - 山田伝蔵 - 今井靖彦
  - 大川平次渦正 - 迫英雄
- 忍術学園くのいち
  - ユキ - 金子有希
  - トモミ - 井川智美
  - シゲ - 美馬利恵子
- ドクタケ忍者隊
  - 稗田八方斎 - 幹山恭市
  - キャプテン達魔鬼 - 高橋光
  - 風鬼 - 翁長卓
  - ドクタケ忍者（初演） - 金田進一 / 伊藤俊 / 遠藤誠 / 小笠原竜哉 / 中村利裕 / 豊
  - ドクタケ忍者（再演） - 佐藤義夫 / 伊藤俊 / 遠藤誠 / 小笠原竜哉 / 中村利裕 / 豊
- その他
  - 山田利吉 - 末野卓磨（初演ゲスト出演）

### スタッフ[52]
- 脚本 - 阪口和久
- 作詞・演出 - 星真一郎
- 音楽 - YOSHIZUMI
- 舞台監督 - 石黒勝巳
- 殺陣 - 今井靖彦
- アクション - ジャパン・アクション・エンタープライズ

## 第五弾

### あらすじ
ある日、六年生との合同訓練中に六年生の勢いについていけなくなり休憩していた四年生の三人は、喜八郎が掘った塹壕に落ちた身なりの良い男性と出会う。
男性を目的地の茶屋に送り届けたあと、男性に気に入られた三人はその場に留まるよう誘われる。滝夜叉丸と三木ヱ門は六年生に実力を認めてもらえない悩みもあって誘いに乗るが、実は彼こそタソガレドキ城の城主である黄昏甚兵衛であり、忍術学園壊滅を目論むドクタケ忍者隊に手を貸し暗躍している真っ最中であった。
一方、甚兵衛の誘いを断った喜八郎と合流した六年生は戻らない滝夜叉丸たちの安否を気付かい、一刻も早い帰還を願っていた。しかし、忍び組頭・雑渡昆奈門の強さや甚兵衛の奇矯ながらも冷徹さや威厳を兼ね備えた人柄に触れ、タソガレドキ忍者隊への勧誘を受けた滝夜叉丸たちの心は、日々の先輩への不満やタソガレドキ城主と行動を共にしている後ろめたさ、学園で学び続けることへの迷いなど、様々な感情に苛まれ混乱し始めていた…。

### キャスト
- 忍術学園六年生
  - 潮江文次郎 - 渡辺和貴
  - 立花仙蔵 - 荒牧慶彦
  - 中在家長次 - 鷲尾修斗
  - 七松小平太 - 早乙女じょうじ
  - 善法寺伊作 - 安達勇人
  - 食満留三郎 - 小野一貴
- 忍術学園四年生
  - 平滝夜叉丸 - 樋口裕太
  - 綾部喜八郎 - 布施勇弥
  - 田村三木ヱ門 - 宮崎翔太
- 忍術学園一年は組
  - 猪名寺乱太郎 - 関根航
  - 摂津のきり丸 - 佐野代吉
  - 福富しんべヱ - 植弘駿介
- 忍術学園教師
  - 大川平次渦正 - 迫 英雄
  - 山田伝蔵 - 今井靖彦
  - 土井半助 - 真佐夫
- 忍術学園くのいち
  - ユキ - 金子有希
  - トモミ - 高宗歩未
  - シゲ - 小玉百夏
- ドクタケ忍者隊
  - 稗田八方斎 - 幹山恭市
  - キャプテン達魔鬼 - 高橋光
  - ドクタケ忍者  - 宮川康裕 / 遠藤誠 / 小笠原竜哉 / 松村凌太郎 / 中村利裕 / 豊
- タソガレドキ城
  - 雑渡昆奈門 - 翁長卓
  - 黄昏甚兵衛 - 下村尊則（特別出演）

### スタッフ
- 脚本 - 阪口和久
- 演出・作詞 - 星真一郎（初演） / 大和田悟史（再演）
- 音楽 - YOSHIZUMI
- 殺陣 - 今井靖彦
- アクション - ジャパン・アクション・エンタープライズ

## 第六弾

### あらすじ
ドクタケ忍者隊に、十年もの永い間修行に出ていた一人の男が戻ってきた。一方、タソガレドキ城忍び組頭である雑渡昆奈門は、主君である黄昏甚兵衛に忍術学園の取り込みを命じられる。
乱太郎たちは、学園長から半ば強引に任された卒業アルバム編集委員の仕事に伏木蔵を巻き込むが、伏木蔵は資料として渡された過去の卒業アルバムに、不思議な文章を発見する。そして、ドクタケ忍者隊に戻ってきた男・雪鬼が会得した特異な能力が、忍術学園に対して牙を剥いた。
伊作と留三郎の目の前に広がったそれは、悪夢のような光景だった。六年生の四人が忍術学園を裏切り、ドクタケ勢とタソガレドキ勢に組みして先生を討ち取る。偽者と入れ替わる先生たち。そして、彼らは下級生たちにも刃を向けた。
忍術学園を救うべく、敢然と立ち上がった伊作と留三郎は、裏切り者の同級生と偽の先生たちに戦いを挑む。はたして二人はドクタケとタソガレドキの魔の手から、忍術学園を取り戻すことができるのか？

### キャスト
- 忍術学園六年生
  - 潮江文次郎 - 海老澤健次
  - 立花仙蔵 - 荒牧慶彦（初演） / 鐘ヶ江洸（再演）
  - 中在家長次 - 北園涼
  - 七松小平太 - 早乙女じょうじ
  - 善法寺伊作 - 安達勇人
  - 食満留三郎 - 小野一貴
- 忍術学園一年生
  - 猪名寺乱太郎 - 大西統眞
  - 摂津のきり丸 - 細川晴太
  - 福富しんべヱ - 藤村真優
  - 鶴町伏木蔵 - 古賀瑠
- 忍術学園教師
  - 大川平次渦正 - 迫 英雄
  - 山田伝蔵 - 今井靖彦
  - 土井半助 - 真佐夫
- 忍術学園くのいち
  - ユキ - 渋谷美憂
  - トモミ - 高宗歩未
  - シゲ - 小玉百夏
- ドクタケ忍者隊
  - 稗田八方斎 - 幹山恭市
  - キャプテン達魔鬼 - 高橋光
  - ドクタケ忍者  - 宮川康裕 / 渡辺隼斗 / 小笠原竜哉 / 湯浅雅恭 / 中村利裕 / 豊
- タソガレドキ城
  - 雑渡昆奈門 - 翁長卓
  - 黄昏甚兵衛 - 下村尊則（特別出演）
  - 諸泉尊奈門 - 小林亮太
- ミュージカルオリジナルキャラクター
  - 雪鬼 - 横井寛典

### スタッフ
- 脚本 - 阪口和久
- 演出 - 菅野臣太朗
- 音楽 - YOSHIZUMI
- 殺陣 - 今井靖彦
- アクション - ジャパン・アクション・エンタープライズ

## 第七弾

### あらすじ
それは、乱太郎・きり丸・しんべヱの三人が、泳げない水軍頭領・兵庫第三協栄丸と出会い、忍術学園が本格的に兵庫水軍と関わりを持つ少し前のこと…。
海の近くでは妖怪・濡れ女子（ぬれおなご）の噂が立ち、六年生はその背後にドクタケ城の暗躍があるのではと危惧していた。一方、兵庫水軍の面々は濡れ女子と思しき不気味な人影に遭遇するが、兵庫第三協栄丸はその人影に立ち向かおうとするも恐怖に耐え切れず真っ先に逃げ出してしまい、泳げず船酔いし胆力もない己の不甲斐なさを恥じ入り、兵庫水軍から出奔してしまう。
ワカメ収穫のアルバイトで海に向かった乱太郎・きり丸・しんべヱと頭領不在の兵庫水軍が出会ったその頃、ドクタケ忍者隊では水軍創設準備の激務に疲れ果てた一部の忍者が脱走して抜け忍となり、出奔中の兵庫第三協栄丸と出会う。
ドクタケ忍者隊の企みを阻止しようとする忍術学園、職業柄「忍者」を嫌い頭領不在の現状を乗り切ろうと警戒する兵庫水軍、抜け忍発生による人手不足解消のために兵庫水軍を取り込もうと企むドクタケ忍者隊…それぞれの思惑の元、兵庫水軍の「エピソードゼロ」となる三つ巴の戦いが幕を開けた。

### キャスト
- 忍術学園六年生
  - 潮江文次郎 - 海老澤健次
  - 立花仙蔵 - 鐘ヶ江洸
  - 七松小平太 - 早乙女じょうじ
  - 中在家長次 - 白柏寿大
  - 善法寺伊作 - 反橋宗一郎
  - 食満留三郎 - 小野一貴（初演） / 秋沢健太朗（再演）
- 忍術学園一年生
  - 猪名寺乱太郎 - A：大嶺創羽 / B：福田徠冴
  - 摂津のきり丸 - A：杉村透海 / B：山本楽
  - 福富しんべヱ - A：北原十希明 / B：三谷翔太
- 忍術学園教師
  - 大川平次渦正 - 迫 英雄
  - 山田伝蔵 - 今井靖彦
  - 土井半助 - 真佐夫
- ドクタケ忍者隊
  - 稗田八方斎 - 幹山恭市
  - キャプテン達魔鬼 - 高橋光
  - ドクタケ忍者  - 小笠原竜哉 / 松村凌太郎 / 湯浅雅恭 / 石井靖見 / 中村利裕 / 開沼豊（豊） / 北村海
- 兵庫水軍
  - 兵庫第三協栄丸 - 北村圭吾
  - 蜉蝣 - 翁長卓
  - 鬼蜘蛛丸 - 杉江優篤
  - 義丸 - 薫太
  - 舳丸 - 橘龍丸
  - 重 - 倉本発

### スタッフ
- 脚本 - 阪口和久
- 演出 - 菅野臣太朗
- 音楽 - YOSHIZUMI
- 殺陣 - 今井靖彦
- アクション - ジャパン・アクション・エンタープライズ

## 第八弾

### あらすじ
突然出現したドクタケ水軍の安宅船が、兵庫水軍若衆の乗った小早船を沈める。その一報を受けた学園長は、何かの存在を感じ、五年生に重要な忍務を命ずる。
初忍務によろこび勇んで忍術学園を出発した五年生であったが、忍務を果たせず、六年生、兵庫水軍衆や一年生からも力不足だとあなどられる。「頼りない五年生！」と上級生から思われていることを感じていたが、一転、五年生は自分たちのやり方で忍務をやり遂げる。満を持して、ドクタケ水軍安宅船の討伐へ！
ドクタケ水軍安宅船には、忍術学園勢と兵庫水軍衆を危機に陥れる驚くべき罠が！忍術学園勢と兵庫水軍衆、大ピンチ！！

### キャスト
- 忍術学園五年生
  - 久々知兵助 - 山木透
  - 尾浜勘右衛門 - 佐藤智広
  - 不破雷蔵 - 吉田翔吾
  - 鉢屋三郎 - 久下恭平
  - 竹谷八左ヱ門 - 栗原大河

- 忍術学園六年生
  - 潮江文次郎 - 海老澤健次
  - 立花仙蔵 - 北村健人（初演） / 二平壮悟（再演）

- - 善法寺伊作 - 反橋宗一郎（ゲスト出演）
  - 食満留三郎 - 秋沢健太朗（ゲスト出演）

- 忍術学園一年生
  - 猪名寺乱太郎 - A：鎌田一輝 / B：岩間甲樹
  - 摂津のきり丸 - A：高橋玲生 / B：山﨑翔太
  - 福富しんべヱ - A：福富慶士郎 / B：牛尾竜威
- 忍術学園教師
  - 大川平次渦正 - 迫 英雄
  - 山田伝蔵 - 今井靖彦
  - 土井半助 - 竹村仁志
- ドクタケ忍者隊
  - 稗田八方斎 - 幹山恭市
  - キャプテン達魔鬼 - 高橋光
  - ドクタケ忍者 - 小笠原竜哉 / 寺本翔悟 / 湯浅雅恭 / 石井靖見 / 中村利裕 / 開沼豊（豊）
- 兵庫水軍
  - 兵庫第三協栄丸 - 北村圭吾
  - 蜉蝣 - 新田健太
  - 鬼蜘蛛丸 - 杉江優篤
  - 義丸 - 薫太
  - 舳丸 - 橘龍丸
  - 重 - 倉本発
- ミュージカルオリジナルキャラクター
  - ドクタケ壱百七 - 渡辺崇人
  - 虎吉 - 岡村まきすけ
  - 雪鬼 - 横井寛典（ゲスト出演）

### スタッフ
- 脚本 - 阪口和久
- 演出 - 菅野臣太朗
- 殺陣 - 今井靖彦
- アクション - ジャパン・アクション・エンタープライズ

## 第九弾

### あらすじ
兵庫水軍の総大将・兵庫第三協栄丸の特命を受け、水夫(かこ)の間切(まぎり)と網問(あとい)が忍術学園にやってきた。
だがなんとその二人の目の前で忍術学園がドクタケ忍者隊の手によって陥落してしまう。そこにはなぜかドクタケに手を貸すドクササコ忍者の姿が！！
天下を目指す冷酷非道なドクタケ城城主・木野小次郎竹高まで堂々乗り込んできて今や忍術学園はドクタケ学園と化す！！
姿が見えない一年生、忍術学園奪還を託された五年生と六年生二人はどう戦うのか！？間切と網問も水軍戦法で立ち向かう。だがそこに忍ミュ史上最強(？)のドクササコのすご腕忍者が立ちはだかる。
忍たまたちは忍術学園を取り戻す事ができるのか？初めてドクタケが勝利するのか！？手に汗にぎる攻防に、乞うご期待！！！

### キャスト
- 忍術学園五年生
  - 不破雷蔵 - 吉田翔吾
  - 鉢屋三郎 - 久下恭平
  - 尾浜勘右衛門 - 佐藤智広
  - 久々知兵助 - 山木透
  - 竹谷八左ヱ門 - 栗原大河

- 忍術学園六年生
  - 善法寺伊作 - 反橋宗一郎
  - 食満留三郎 - 秋沢健太朗

- 忍術学園一年生
  - 猪名寺乱太郎 - A：西口青翔 / B：福長里恩
  - 摂津のきり丸 - A：下松谷嘉音 / B：北川凛
  - 福富しんべヱ - A：木村 皐誠 / B：阿部カノン

- 忍術学園教師
  - 大川平次渦正 - 迫英雄
  - 山田伝蔵 - 今井靖彦
  - 土井半助 - 土井一海
- ドクタケ城
  - 木野小次郎竹高 - 進藤学
  - 稗田八方斎 - 幹山恭市
  - キャプテン達魔鬼 - 高橋光
  - ドクタケ忍者 - 小笠原竜哉 / 寺本翔悟 / 北村海 / 青島誠哉 / 中村利裕 / 開沼豊
- ドクササコ城
  - ドクササコのすご腕忍者 - 藤田遼平
  - ドクササコのすご腕忍者の部下（ドす部下） - 東将司
- 兵庫水軍
  - 間切 - 渡辺貴裕
  - 網問 - 小田川颯依

### スタッフ
- 脚本 - 阪口和久
- 演出 - 菅野臣太朗
- 音楽 - 野田浩平
- 殺陣 - 今井靖彦
- アクション - ジャパン・アクション・エンタープライズ

## 第十弾

### あらすじ
学園長の突然の思いつきで、忍術学園大運動会が開催されることになった。
運動会は委員会対抗で行なわれるらしいけど、本当に本当に大丈夫!?
だって委員会の人数バラバラだし、チーム分けも決まってないし、きり丸はバイト断れなかったし、競技の内容分からないし、ルールもあんまり決まってないし、何故かドクタケ乱入するし･･･
全部学園長先生のその場の思いつきで決まっちゃうから、運動会は始まる前から大混乱！
そしてそこに、最強の暗殺者、万寿烏・土寿烏の不気味な影が近づく･･･
運動会の競技がクライマックスを迎える中、
学園長を狙う暗殺者と学園乗っ取りを企むドクタケ忍者隊と学園勢の三つ巴の戦いが始まる！
忍術学園の行方は!? そして学園長の命は!? てゆうか、運動会はどうなっちゃうの!?

忍たまの原点！ギャグ満載でお届けする第10弾再演は、「最高に面白いぞ！」

### キャスト
- 忍術学園六年生
  - 立花仙蔵 - 湯本健一
  - 潮江文次郎 - 渡辺和貴
  - 中在家長次 - 新井雄也
  - 七松小平太 - 木村優良
  - 食満留三郎 - 秋沢健太朗
  - 善法寺伊作 - 反橋宗一郎
- 忍術学園五年生
  - 久々知兵助 - 山木透
  - 尾浜勘右衛門 - 佐藤智広
  - 竹谷八左ヱ門 - 栗原大河
- 忍術学園四年生
  - 平滝夜叉丸 - 樋口裕太
  - 綾部喜八郎 - 大谷誠
  - 田村三木ヱ門 - 三井淳平 (歌手)
  - 浜守一郎 - 髙畑岬
- 忍術学園一年生
  - 猪名寺乱太郎 - A：津山晄士朗 / B：石川雄己
  - 摂津のきり丸 - A：川尻拓弥 / B：室伏佑哉
  - 福富しんべヱ - A：岡野凛音 / B：田中誠人 (子役)
- 忍術学園くノ一
  - ユキ - 秋山みり
- 忍術学園教師
  - 大川平次渦正 - 迫英雄
  - 土井半助 - 一洸
  - 山田伝蔵 - 今井靖彦
- ドクタケ忍者隊
  - 稗田八方斎 - 幹山恭市
  - キャプテン達魔鬼 - 高橋光
  - ドクタケ忍者 - 小笠原竜哉 / 伊藤俊 / 石黒鉄二 / 来夢 / 開沼豊
- 暗殺者
  - 海松万寿烏 - 当銀大輔(初演)/ 萬谷法英(再演)
  - 土寿烏 - 翁長卓

### スタッフ
- 脚本・作詞 演出 - 竹本敏彰
- 音楽 - 玉麻尚一
- 殺陣 - 今井靖彦
- アクション - ジャパン・アクション・エンタープライズ

## 第十一弾

### あらすじ
泣く子も笑う！
これぞ忍たま 恐怖の肝試し！！
学園長先生のお使いで、金楽寺の和尚さんから本を借りてきた乱太郎、きり丸、しんべヱと図書委員の中在家長次は その帰り道、通りかかった荒れ屋敷で恐ろしい幽霊を見てしまったからさぁ大変！
六年生は屋敷の調査。四年生は五年生の尾浜勘右衛門を巻き込んで、きもだめしを企画。一年生はお宝探し。それぞれ目的は違うけど、みんな揃って荒れ屋敷へGo！
いざ出掛けてみたのはいいけれど、火の玉飛ぶわ！ガイコツ出るわ！しんべヱちびるわ！そりゃもう大騒ぎ！そんな忍たまたちを荒れ屋敷に閉じ込め、学園乗っ取りを企むドクタケ忍者隊と、荒れ屋敷の住人たちは大暴れ！
屋敷の調査は!? きもだめしは!? お宝探しは!? みんなどうなっちゃうの!?
わちゃわちゃして、ドタバタして、ギャグ大盛り第11弾「見逃しは許しまへんで～！」

### キャスト
- 忍術学園六年生
  - 立花仙蔵 - 湯本健一
  - 潮江文次郎 - 渡辺和貴
  - 中在家長次 - 新井雄也
  - 七松小平太 - 木村優良
  - 食満留三郎 - 鈴木祐大
  - 善法寺伊作 - 反橋宗一郎
- 忍術学園五年生
  - 尾浜勘右衛門 - 佐藤智広
- 忍術学園四年生
  - 平滝夜叉丸 - 龍人
  - 綾部喜八郎 - 渡邉嘉寿人
  - 田村三木ヱ門 - 三井淳平
  - 浜守一郎 - 髙畑岬
  - 斉藤タカ丸 - 坂下陽春
- 忍術学園一年生
  - 猪名寺乱太郎 - A：生出真太郎 / B：入内島悠平
  - 摂津のきり丸 - A：矢部有理/ B：堀田羅粋
  - 福富しんべヱ - A：相澤子龍 / B：末次寿樹

- 忍術学園教師
  - 大川平次渦正 - 迫英雄
  - 土井半助 - 一洸
  - 山田伝蔵 - 今井靖彦
- ドクタケ忍者隊
  - 稗田八方斎 - 幹山恭市
  - キャプテン達魔鬼 - 高橋光
  - ドクタケ忍者 - 小笠原竜哉 / 伊藤俊 / 石黒鉄二 / 白崎誠也/ 開沼豊

- ミュージカルオリジナルキャラクター
- 荒れ屋敷の住人
  - 飽食の三郎太 - 松下軽美
  - 千兵衛 - 逢沢優
  - 小梅 - 福島桂子
  - 竹虎 - 清水順二（初演）/福井博章（再演）
  - 時宗 - 翁長卓
  - 道山 - 森大

### スタッフ
- 脚本・作詞・演出：竹本敏彰
- 音楽監督・作曲・編曲・スーパーバイザー：玉麻尚一
- 振付:RYOJI / 富田 彩
- 殺陣:高橋光
- 殺陣監修:今井靖彦

## 第十二弾

### あらすじ
ドクタケ忍者隊が占拠する廃城＜ドクダミ城＞が、謎の最狂忍者隊に奪われようとしていた！その忍者隊の圧倒的な強さに手を焼くドクタケ忍者隊は、敵対する忍術学園に協力を求めるという、いまだかつて無い提案をしたから大騒ぎ！
＜ドクダミ城＞が奪われることで、そこが新たな戦の拠点となり、忍術学園が戦に巻き込まれる危険性を示唆するドクタケ忍者隊。学園長 大川平次渦正は学園の行く末を案じ、ドクタケ忍者隊との共闘を決めるなか、最狂の忍者隊の正体を知る。そして、謎に満ちていた土井先生の壮絶な半生が、ついに明かされる。
忍術学園を先導する六年い組の立花仙蔵と潮江文次郎は仲間と共に、そしてドクタケと共に、圧倒的な強さを持つ最狂の忍者隊に立ち向かうのだった･･･
ドクタケと仲良くなれるの！？ 最狂の忍者隊って最強なの！？ 忍術学園大丈夫！？
前代未聞の共闘作戦！ 凶と出るか吉と出るか！凶党と共闘するなんて驚倒だ！
ギャグてんこ盛り！ ドタバタトッピング全部乗せの12弾！ さぁ召し上がれ！

### キャスト
- 忍術学園六年生
  - 立花仙蔵 - 湯本健一
  - 潮江文次郎 - 渡辺和貴
  - 中在家長次 - 新井雄也
  - 七松小平太 - 坂垣怜次
  - 食満留三郎 - 鈴木祐大
  - 善法寺伊作 - 反橋宗一郎
- 忍術学園四年生
  - 平滝夜叉丸 - 龍人
  - 綾部喜八郎 - 大谷誠
  - 田村三木ヱ門 - 三井淳平
  - 浜守一郎 - 髙畑岬 （初演）/ 田口司（再演）
  - 斉藤タカ丸 - 坂下陽春
- 忍術学園一年生
  - 猪名寺乱太郎 - A：尾島創造  （初演） / 岸野譲（再演） / B：岸野譲（初演） / 猪股怜生（再演）
  - 摂津のきり丸 - A：嶋陽大/ B：菅野莉央（初演） / 高橋翔大（再演）
  - 福富しんべヱ - A：猪股怜生 （初演） / 福田龍世 （再演）/ B：前村隆之介（初演） / 渡邉隼人（再演）

- 忍術学園教師
  - 大川平次渦正 - 迫英雄
  - 土井半助 - 一洸
  - 山田伝蔵 - 今井靖彦
- ドクタケ忍者隊
  - 稗田八方斎 - 幹山恭市
  - キャプテン達魔鬼 - 高橋光
  - 竜鬼 - 小笠原竜哉
  - 俊鬼 - 伊藤俊
  - 鉄鬼 - 石黒鉄二（初演のみ）
  - 来鬼 - 来夢（再演のみ）
  - 曇鬼 - 開沼豊

- ミュージカルオリジナルキャラクター
- 町の物売り娘
  - およね / 鵺 - 福島桂子
- 謎の最狂忍者隊
  - 夜蜘蛛 - 翁長卓
  - 八頭龍 - 森大
  - 蛇尾 - 白崎誠也

### スタッフ
- 脚本・作詞・演出：竹本敏彰
- 音楽監督・作曲・編曲・スーパーバイザー：玉麻尚一
- 振付:木下菜津子 / 泰智（KoRocK）
- 殺陣:高橋光
- 殺陣監修:今井靖彦

## 第十三弾

### あらすじ
学園⻑先⽣の突然の思いつきで、⽂化祭を開催することが突然決まった。
すぐに六年⽣を中⼼に大慌てで準備に⼊ったけど、
時間が無いし予算も無い！
⽂化祭で何やるの!? 四年も五年も先⽣も、意⾒がまるでまとまらない！
そんな時に学園⻑先⽣が、あるアイデアを思いついちゃったから、
さぁ大変！
本当にそんなことできるの!? 
先輩後輩が協⼒して素敵な⽂化祭を⽬指す13弾の忍ミュは、ハチャメチャで楽しいぞッ！！
さぁ！招待状を⼿に、
忍術学園の⽂化祭に出掛けよう！

### キャスト
- 忍術学園六年生
  - 立花仙蔵 - 湯本健一
  - 潮江文次郎 - 渡辺和貴
  - 中在家長次 - 新井雄也
  - 七松小平太 - 坂垣怜次
  - 食満留三郎 - 鈴木祐大
  - 善法寺伊作 - 反橋宗一郎
- 忍術学園五年生
  - 久々知兵助 - 山木透
  - 尾浜勘右衛門 - 佐藤智広
- 忍術学園四年生
  - 平滝夜叉丸 - 龍人
  - 綾部喜八郎 - 大谷誠
  - 浜守一郎 - 飯塚大夢
- 忍術学園一年生
  - 猪名寺乱太郎 - A：東條桜典/ B：武井ダマセノ瑠珂
  - 摂津のきり丸 - A：鈴木琉音/ B：伊奈聖嵐
  - 福富しんべヱ - A：釼持康心/ B：細田梨太

- 忍術学園関係者
  - 大川平次渦正 - 迫英雄
  - 土井半助 - 一洸
  - 山田伝蔵 - 今井靖彦
  - 戸部新左ヱ門- 森大
  - 小松田秀作 - 輝山立
  - 食堂のおばちゃん - 開沼豊
  - しんべヱのパパ - 開沼豊
  - 松千代万 - 宮川康裕（再演のみ）
  - 照星 - 宮川康裕（再演のみ）
- ドクタケ忍者隊
  - 稗田八方斎 - 幹山恭市
  - キャプテン達魔鬼 - 高橋光
  - 竜鬼 - 小笠原竜哉
  - 俊鬼 - 伊藤俊
  - 曇鬼 - 開沼豊
- 暗殺者
  - 海松万寿烏 - 森大
  - 土寿烏 - 翁長卓
- タソガレドキ城
  - 雑渡昆奈門 - 翁長卓

### スタッフ
- 脚本・作詞・演出：竹本敏彰
- 音楽監督・作曲・編曲・スーパーバイザー：玉麻尚一
- 振付:当銀大輔
- 殺陣:高橋光
- 殺陣監修:今井靖彦

## 第十四弾

### あらすじ
学園長の突然の思いつきで、五年生と六年生が実力対決をすることになった！
決められたお宝を見つけた方が勝者になるというが、
そのお宝に選ばれたのは、なんと一年生の乱太郎、きり丸、しんべヱだった。
そして、ついに火花を散らす五年生と六年生の対決が始まったが、お宝の一年生には怪しい影が近づいていた･･･。

### キャスト
- 忍術学園六年生
  - 立花仙蔵 - 湯本健一
  - 潮江文次郎 - 渡辺和貴
  - 中在家長次 - 新井雄也
  - 七松小平太 - 坂垣怜次
  - 食満留三郎 - 鈴木祐大
  - 善法寺伊作 - 反橋宗一郎
- 忍術学園五年生
  - 久々知兵助 - 山木透
  - 尾浜勘右衛門 - 佐藤智広
  - 不破雷蔵 - 吉田翔吾
  - 鉢屋三郎 - 久下恭平
  - 竹谷八左ヱ門 - 栗原大河
- 忍術学園一年生
  - 猪名寺乱太郎 - A：中井理人（初演）/  牧野湊 （再演）/ B：下永龍正
  - 摂津のきり丸 - A：福田龍世 / B：武井ダマセノ瑠珂
  - 福富しんべヱ - A：三田一颯/ B：加藤叶和

- 忍術学園関係者
  - 大川平次渦正 - 迫英雄
  - 土井半助 - 一洸
  - 山田伝蔵 - 今井靖彦
  - 小松田秀作 - 輝山立
  - 木下鉄丸 - 翁長卓
  - 金楽寺の和尚 - 迫英雄

- ドクタケ忍者隊
  - 稗田八方斎 - 幹山恭市
  - キャプテン達魔鬼 - 高橋光
  - 竜鬼 - 小笠原竜哉
  - 俊鬼 - 伊藤俊
  - 曇鬼 - 開沼豊
  - 凌鬼 - 石井凌（再演のみ）

- ミュージカルオリジナルキャラクター
- 間諜
  - 流石王子 - 前内孝文
  - 西園寺光雲 - 椎名鯛造

- 謎の男
  - カルロス・スーグル - 翁長卓

- アンサンブル
  - 石井凌（初演のみ）

### スタッフ
- 脚本・作詞・演出：竹本敏彰
- 脚本協力：其輪道哉
- 音楽監督・作曲・編曲・スーパーバイザー：玉麻尚一
- 振付:当銀大輔
- 殺陣:高橋光
- 殺陣監修:今井靖彦

## 第十五弾

### あらすじ
個性が強すぎて団結力のない四年生は、
学園長先生の思いつきでリーダーを決めることになった。
決戦場所は断崖絶壁の閻魔岳。
怯える四年生だったが六年生監視のもと、
戦いの火蓋は切られた。
知力・体力・時の運を制した者だけに
与えられるリーダーの称号。
決死の覚悟で頂上を目指す四年生だったが、
閻魔岳には不穏な気配が漂っていた･･･

### キャスト
- 忍術学園六年生
  - 立花仙蔵 - 湯本健一
  - 潮江文次郎 - 渡辺和貴
  - 中在家長次 - 新井雄也
  - 七松小平太 - 坂垣怜次
  - 食満留三郎 - 鈴木祐大
  - 善法寺伊作 - 反橋宗一郎
- 忍術学園四年生
  - 平滝夜叉丸 - 西岡諒佑
  - 綾部喜八郎 - 大谷誠
  - 田村三木ヱ門 - 沖矢悠
  - 浜守一郎 - 秦健豪
  - 斉藤タカ丸 - 川口ナオ
- 忍術学園一年生
  - 猪名寺乱太郎 - A：塩田宙/ B：沼澤圭
  - 摂津のきり丸 - A：長谷川悠大 / B：猪股怜生
  - 福富しんべヱ - A：山口澄晴/ B：田村祷真

- 忍術学園関係者
  - 大川平次渦正 - 迫英雄
  - 土井半助 - 一洸
  - 山田伝蔵 - 今井靖彦
  - 小松田秀作 - 輝山立
  - 山田利吉 - 松原凛

- ドクタケ忍者隊
  - 稗田八方斎 - 幹山恭市
  - キャプテン達魔鬼 - 高橋光
  - 竜鬼 - 小笠原竜哉
  - 俊鬼 - 伊藤俊
  - 来鬼 - 来夢
  - 統鬼 - 川合立統
  - 曇鬼 - 開沼豊

- ミュージカルオリジナルキャラクター

- 謎の忍者集団（クモタケ忍者隊）
  - 天馬 - 翁長卓
  - 黒衛 - 小林嵩平
  - 鉄幹 - 吉田邑樹
  - 一颯- 野間理孔

### スタッフ
- 脚本・作詞・演出：竹本敏彰
- 音楽監督・作曲・編曲・スーパーバイザー：玉麻尚一
- 振付:当銀大輔
- 殺陣:高橋光
- 殺陣監修:今井靖彦

## 主要キャスト一覧
|              | 潮江文次郎 | 立花仙蔵 | 中在家長次 | 七松小平太     | 食満留三郎 | 善法寺伊作 | 猪名寺乱太郎                | 摂津のきり丸                | 福富しんべヱ            | 土井半助 | 山田伝蔵 |
| ------------ | ---------- | -------- | ---------- | -------------- | ---------- | ---------- | --------------------------- | --------------------------- | ----------------------- | -------- | -------- |
| 第一弾       | 山口賢貴   | 三津谷亮 | 上鶴徹     | 桑野晃輔       | 片岡信和   | 橋本淳     | 橘敏輝 / 岡駿斗             | 横須賀敦至 / 石坂志輝       | 林田光輝 / 佐々木隆一朗 | 森本亮治 | 今井靖彦 |
| 第一弾再演   | 山口賢貴   | 三津谷亮 | 上鶴徹     | 桑野晃輔       | 近江陽一郎 | 陣内将     | 橘敏輝                      | 石坂志輝                    | 林田光輝                | 森本亮治 | 今井靖彦 |
| 第二弾       | 山口賢貴   | 南羽翔平 | 前山剛久   | 桑野晃輔       | 前内孝文   | 土屋シオン | 吉永拓斗                    | 加藤幹夫                    | 萩原稔                  | 森本亮治 | 今井靖彦 |
| 第二弾再演   | 山口賢貴   | 南羽翔平 | 前山剛久   | 林明寛         | 前内孝文   | 椎名鯛造   | 吉永拓斗                    | 加藤幹夫                    | 萩原稔                  | 矢吹卓也 | 今井靖彦 |
| 第三弾       | 松田岳     | 南羽翔平 | 前山剛久   | 林明寛         | 前内孝文   | 椎名鯛造   | 吉永拓斗                    | 加藤幹夫                    | 萩原稔                  | 土倉有貴 | 今井靖彦 |
| 第三弾再演   | 松田岳     | 南羽翔平 | 前山剛久   | 林明寛         | 前内孝文   | 椎名鯛造   | 吉永拓斗                    | 加藤幹夫                    | 萩原稔                  | 真佐夫   | 今井靖彦 |
| 第四弾       | 渡辺和貴   | 南羽翔平 | 鷲尾修斗   | 林明寛         | 前内孝文   | 椎名鯛造   | 関根航                      | 佐野代吉                    | 植弘駿介                | 真佐夫   | 今井靖彦 |
| 第四弾再演   | 渡辺和貴   | 南羽翔平 | 鷲尾修斗   | 林明寛         | 前内孝文   | 安達勇人   | 関根航                      | 佐野代吉                    | 植弘駿介                | 真佐夫   | 今井靖彦 |
| 第五弾       | 渡辺和貴   | 荒牧慶彦 | 鷲尾修斗   | 早乙女じょうじ | 小野一貴   | 安達勇人   | 関根航                      | 佐野代吉                    | 植弘駿介                | 真佐夫   | 今井靖彦 |
| 第五弾再演   | 渡辺和貴   | 荒牧慶彦 | 鷲尾修斗   | 早乙女じょうじ | 小野一貴   | 安達勇人   | 関根航                      | 佐野代吉                    | 植弘駿介                | 真佐夫   | 今井靖彦 |
| 第六弾       | 海老澤健次 | 荒牧慶彦 | 北園涼     | 早乙女じょうじ | 小野一貴   | 安達勇人   | 大西統眞                    | 細川晴太                    | 藤村真優                | 真佐夫   | 今井靖彦 |
| 第六弾再演   | 海老澤健次 | 鐘ヶ江洸 | 北園涼     | 早乙女じょうじ | 小野一貴   | 安達勇人   | 大西統眞                    | 細川晴太                    | 藤村真優                | 真佐夫   | 今井靖彦 |
| 第七弾       | 海老澤健次 | 鐘ヶ江洸 | 白柏寿大   | 早乙女じょうじ | 小野一貴   | 反橋宗一郎 | 大嶺創羽 / 福田徠冴         | 杉村透海 / 山本楽           | 北原十希明 / 三谷翔太   | 真佐夫   | 今井靖彦 |
| 第七弾再演   | 海老澤健次 | 鐘ヶ江洸 | 白柏寿大   | 早乙女じょうじ | 秋沢健太朗 | 反橋宗一郎 | 大嶺創羽 / 福田徠冴         | 杉村透海 / 山本楽           | 北原十希明 / 三谷翔太   | 真佐夫   | 今井靖彦 |
| 第八弾       | 海老澤健次 | 北村健人 | ―          | ―              | ―          | ―          | 鎌田一輝 / 岩間甲樹         | 高橋玲生 / 山﨑翔太         | 福富慶士郎 / 牛尾竜威   | 竹村仁志 | 今井靖彦 |
| 第八弾再演   | 海老澤健次 | 二平壮悟 | ―          | ―              | ―          | ―          | 鎌田一輝 / 岩間甲樹         | 高橋玲生 / 山﨑翔太         | 福富慶士郎 / 牛尾竜威   | 竹村仁志 | 今井靖彦 |
| 第九弾       | ―          | ―        | ―          | ―              | 秋沢健太朗 | 反橋宗一郎 | 西口青翔 / 福長里恩         | 下松谷嘉音 / 北川凛         | 木村 皐誠 / 阿部カノン  | 土井一海 | 今井靖彦 |
| 第九弾再演   | ―          | ―        | ―          | ―              | 秋沢健太朗 | 反橋宗一郎 | 西口青翔 / 福長里恩         | 下松谷嘉音 / 北川凛         | 木村 皐誠 / 阿部カノン  | 土井一海 | 今井靖彦 |
| 第十弾       | 渡辺和貴   | 湯本健一 | 新井雄也   | 木村優良       | 秋沢健太朗 | 反橋宗一郎 | 津山晄士朗 / 石川雄己       | 川尻拓弥 / 室伏佑哉         | 岡野凜音 / 田中誠人     | 一洸     | 今井靖彦 |
| 第十弾再演   | 渡辺和貴   | 湯本健一 | 新井雄也   | 木村優良       | 秋沢健太朗 | 反橋宗一郎 | 津山晄士朗 / 石川雄己       | 川尻拓弥 / 室伏佑哉         | 岡野凜音 / 田中誠人     | 一洸     | 今井靖彦 |
| 第十一弾     | 渡辺和貴   | 湯本健一 | 新井雄也   | 木村優良       | 鈴木祐大   | 反橋宗一郎 | 生出真太郎 / 入内島悠平     | 矢部有理/ 堀田羅粋          | 相澤子龍 / 末次寿樹     | 一洸     | 今井靖彦 |
| 第十一弾再演 | 渡辺和貴   | 湯本健一 | 新井雄也   | 木村優良       | 鈴木祐大   | 反橋宗一郎 | 生出真太郎 / 入内島悠平     | 矢部有理/ 堀田羅粋          | 相澤子龍 / 末次寿樹     | 一洸     | 今井靖彦 |
| 第十二弾     | 渡辺和貴   | 湯本健一 | 新井雄也   | 坂垣怜次       | 鈴木祐大   | 反橋宗一郎 | 尾島創造 / 岸野譲           | 嶋陽大/ 菅野莉央            | 猪股怜生 / 前村隆之介   | 一洸     | 今井靖彦 |
| 第十二弾再演 | 渡辺和貴   | 湯本健一 | 新井雄也   | 坂垣怜次       | 鈴木祐大   | 反橋宗一郎 | 岸野譲 / 猪股怜生           | 嶋陽大/ 髙橋翔大            | 福田龍世 / 渡邉隼人     | 一洸     | 今井靖彦 |
| 第十三弾     | 渡辺和貴   | 湯本健一 | 新井雄也   | 坂垣怜次       | 鈴木祐大   | 反橋宗一郎 | 東條桜典 / 武井ダマセノ瑠珂 | 鈴木琉音 / 伊奈聖嵐         | 釼持康心 / 細田梨太     | 一洸     | 今井靖彦 |
| 第十三弾再演 | 渡辺和貴   | 湯本健一 | 新井雄也   | 坂垣怜次       | 鈴木祐大   | 反橋宗一郎 | 東條桜典 / 武井ダマセノ瑠珂 | 鈴木琉音 / 伊奈聖嵐         | 釼持康心 / 細田梨太     | 一洸     | 今井靖彦 |
| 第十四弾     | 渡辺和貴   | 湯本健一 | 新井雄也   | 坂垣怜次       | 鈴木祐大   | 反橋宗一郎 | 中井理人 / 下永龍正         | 福田龍世 / 武井ダマセノ瑠珂 | 三田一颯 / 加藤叶和     | 一洸     | 今井靖彦 |
| 第十四弾再演 | 渡辺和貴   | 湯本健一 | 新井雄也   | 坂垣怜次       | 鈴木祐大   | 反橋宗一郎 | 牧野湊 / 下永龍正           | 福田龍世 / 武井ダマセノ瑠珂 | 三田一颯 / 加藤叶和     | 一洸     | 今井靖彦 |
| 第十五弾     | 渡辺和貴   | 湯本健一 | 新井雄也   | 坂垣怜次       | 鈴木祐大   | 反橋宗一郎 | 塩田宙 / 沼澤圭             | 長谷川悠大 / 猪股怜生       | 山口澄晴 / 田村祷真     | 一洸     | 今井靖彦 |
|              | 潮江文次郎 | 立花仙蔵 | 中在家長次 | 七松小平太     | 食満留三郎 | 善法寺伊作 | 猪名寺乱太郎                | 摂津のきり丸                | 福富しんべヱ            | 土井半助 | 山田伝蔵 |

|              | 久々知兵助   | 尾浜勘右衛門 | 不破雷蔵 | 鉢屋三郎 | 竹谷八左ヱ門 | 猪名寺乱太郎                | 摂津のきり丸                | 福富しんべヱ           | 土井半助 | 山田伝蔵 |
| ------------ | ------------ | ------------ | -------- | -------- | ------------ | --------------------------- | --------------------------- | ---------------------- | -------- | -------- |
| 第二弾       | 阿久津愼太郎 | ―            | ―        | ―        | 白又敦       | 吉永拓斗                    | 加藤幹夫                    | 萩原稔                 | 森本亮治 | 今井靖彦 |
| 第二弾再演   | 阿久津愼太郎 | ―            | ―        | ―        | 白又敦       | 吉永拓斗                    | 加藤幹夫                    | 萩原稔                 | 矢吹卓也 | 今井靖彦 |
| 第三弾       | 山崎大輝     | ―            | ―        | ―        | 才川コージ   | 吉永拓斗                    | 加藤幹夫                    | 萩原稔                 | 土倉有貴 | 今井靖彦 |
| 第三弾再演   | 山崎大輝     | ―            | ―        | ―        | 才川コージ   | 吉永拓斗                    | 加藤幹夫                    | 萩原稔                 | 真佐夫   | 今井靖彦 |
| 第八弾       | 山木透       | 佐藤智広     | 吉田翔吾 | 久下恭平 | 栗原大河     | 鎌田一輝 / 岩間甲樹         | 高橋玲生 / 山﨑翔太         | 福富慶士郎 / 牛尾竜威  | 竹村仁志 | 今井靖彦 |
| 第八弾再演   | 山木透       | 佐藤智広     | 吉田翔吾 | 久下恭平 | 栗原大河     | 鎌田一輝 / 岩間甲樹         | 高橋玲生 / 山﨑翔太         | 福富慶士郎 / 牛尾竜威  | 竹村仁志 | 今井靖彦 |
| 第九弾       | 山木透       | 佐藤智広     | 吉田翔吾 | 久下恭平 | 栗原大河     | 西口青翔 / 福長里恩         | 下松谷嘉音 / 北川凛         | 木村 皐誠 / 阿部カノン | 土井一海 | 今井靖彦 |
| 第九弾再演   | 山木透       | 佐藤智広     | 吉田翔吾 | 久下恭平 | 栗原大河     | 西口青翔 / 福長里恩         | 下松谷嘉音 / 北川凛         | 木村 皐誠 / 阿部カノン | 土井一海 | 今井靖彦 |
| 第十弾       | 山木透       | 佐藤智広     | ―        | ―        | 栗原大河     | 津山晄士朗 / 石川雄己       | 川尻拓弥 / 室伏佑哉         | 岡野凜音 / 田中誠人    | 一洸     | 今井靖彦 |
| 第十弾再演   | 山木透       | 佐藤智広     | ―        | ―        | 栗原大河     | 津山晄士朗 / 石川雄己       | 川尻拓弥 / 室伏佑哉         | 岡野凜音 / 田中誠人    | 一洸     | 今井靖彦 |
| 第十一弾     | ―            | 佐藤智広     | ―        | ―        | ―            | 生出真太郎 / 入内島悠平     | 矢部有理/ 堀田羅粋          | 相澤子龍 / 末次寿樹    | 一洸     | 今井靖彦 |
| 第十一弾再演 | ―            | 佐藤智広     | ―        | ―        | ―            | 生出真太郎 / 入内島悠平     | 矢部有理/ 堀田羅粋          | 相澤子龍 / 末次寿樹    | 一洸     | 今井靖彦 |
| 第十二弾     | ―            | ー           | ―        | ―        | ―            | 尾島創造 / 岸野譲           | 嶋陽大/ 菅野莉央            | 猪股怜生 / 前村隆之介  | 一洸     | 今井靖彦 |
| 第十二弾再演 | ―            | ー           | ―        | ―        | ―            | 岸野譲 / 猪股怜生           | 嶋陽大/ 髙橋翔大            | 福田龍世 / 渡邉隼人    | 一洸     | 今井靖彦 |
| 第十三弾     | 山木透       | 佐藤智広     | ―        | ―        | ―            | 東條桜典 / 武井ダマセノ瑠珂 | 鈴木琉音 / 伊奈聖嵐         | 釼持康心 / 細田梨太    | 一洸     | 今井靖彦 |
| 第十三弾再演 | 山木透       | 佐藤智広     | ―        | ―        | ―            | 東條桜典 / 武井ダマセノ瑠珂 | 鈴木琉音 / 伊奈聖嵐         | 釼持康心 / 細田梨太    | 一洸     | 今井靖彦 |
| 第十四弾     | 山木透       | 佐藤智広     | 吉田翔吾 | 久下恭平 | 栗原大河     | 中井理人 / 下永龍正         | 福田龍世 / 武井ダマセノ瑠珂 | 三田一颯 / 加藤叶和    | 一洸     | 今井靖彦 |
| 第十四弾再演 | 山木透       | 佐藤智広     | 吉田翔吾 | 久下恭平 | 栗原大河     | 牧野湊 / 下永龍正           | 福田龍世 / 武井ダマセノ瑠珂 | 三田一颯 / 加藤叶和    | 一洸     | 今井靖彦 |
| 第十五弾     | ―            | ―            | ―        | ―        | ―            | 塩田宙 / 沼澤圭             | 長谷川悠大 / 猪股怜生       | 山口澄晴 / 田村祷真    | 一洸     | 今井靖彦 |
|              | 久々知兵助   | 尾浜勘右衛門 | 不破雷蔵 | 鉢屋三郎 | 竹谷八左ヱ門 | 猪名寺乱太郎                | 摂津のきり丸                | 福富しんべヱ           | 土井半助 | 山田伝蔵 |

|              | 平滝夜叉丸 | 綾部喜八郎 | 田村三木エ門 | 浜守一郎 | 斉藤タカ丸 | 猪名寺乱太郎                | 摂津のきり丸                | 福富しんべヱ          | 土井半助 | 山田伝蔵 |
| ------------ | ---------- | ---------- | ------------ | -------- | ---------- | --------------------------- | --------------------------- | --------------------- | -------- | -------- |
| 第四弾       | 樋口裕太   | 布施勇弥   | 佐藤流司     | ―        | ―          | 関根航                      | 佐野代吉                    | 植弘駿介              | 真佐夫   | 今井靖彦 |
| 第四弾再演   | 樋口裕太   | 布施勇弥   | 佐藤流司     | ―        | ―          | 関根航                      | 佐野代吉                    | 植弘駿介              | 真佐夫   | 今井靖彦 |
| 第五弾       | 樋口裕太   | 布施勇弥   | 宮崎翔太     | ―        | ―          | 関根航                      | 佐野代吉                    | 植弘駿介              | 真佐夫   | 今井靖彦 |
| 第五弾再演   | 樋口裕太   | 布施勇弥   | 宮崎翔太     | ―        | ―          | 関根航                      | 佐野代吉                    | 植弘駿介              | 真佐夫   | 今井靖彦 |
| 第十弾       | 樋口裕太   | 大谷誠     | 三井淳平     | 髙畑岬   | ―          | 津山晄士朗 / 石川雄己       | 川尻拓弥 / 室伏佑哉         | 岡野凜音 / 田中誠人   | 一洸     | 今井靖彦 |
| 第十弾再演   | 樋口裕太   | 大谷誠     | 三井淳平     | 髙畑岬   | ―          | 津山晄士朗 / 石川雄己       | 川尻拓弥 / 室伏佑哉         | 岡野凜音 / 田中誠人   | 一洸     | 今井靖彦 |
| 第十一弾     | 龍人       | 渡邊嘉寿人 | 三井淳平     | 髙畑岬   | 坂下陽春   | 生出真太郎 / 入内島悠平     | 矢部有理/ 堀田羅粋          | 相澤子龍 / 末次寿樹   | 一洸     | 今井靖彦 |
| 第十一弾再演 | 龍人       | 渡邊嘉寿人 | 三井淳平     | 髙畑岬   | 坂下陽春   | 生出真太郎 / 入内島悠平     | 矢部有理/ 堀田羅粋          | 相澤子龍 / 末次寿樹   | 一洸     | 今井靖彦 |
| 第十二弾     | 龍人       | 大谷誠     | 三井淳平     | 髙畑岬   | 坂下陽春   | 尾島創造 / 岸野譲           | 嶋陽大/ 菅野莉央            | 猪股怜生 / 前村隆之介 | 一洸     | 今井靖彦 |
| 第十二弾再演 | 龍人       | 大谷誠     | 三井淳平     | 田口司   | 坂下陽春   | 岸野譲 / 猪股怜生           | 嶋陽大/ 髙橋翔大            | 福田龍世 / 渡邉隼人   | 一洸     | 今井靖彦 |
| 第十三弾     | 龍人       | 大谷誠     | ―            | 飯塚大夢 | ―          | 東條桜典 / 武井ダマセノ瑠珂 | 鈴木琉音 / 伊奈聖嵐         | 釼持康心 / 細田梨太   | 一洸     | 今井靖彦 |
| 第十三弾再演 | 龍人       | 大谷誠     | ―            | 飯塚大夢 | ―          | 東條桜典 / 武井ダマセノ瑠珂 | 鈴木琉音 / 伊奈聖嵐         | 釼持康心 / 細田梨太   | 一洸     | 今井靖彦 |
| 第十四弾     | ―          | ―          | ―            | ―        | ―          | 中井理人 / 下永龍正         | 福田龍世 / 武井ダマセノ瑠珂 | 三田一颯 / 加藤叶和   | 一洸     | 今井靖彦 |
| 第十四弾再演 | ―          | ―          | ―            | ―        | ―          | 牧野湊 / 下永龍正           | 福田龍世 / 武井ダマセノ瑠珂 | 三田一颯 / 加藤叶和   | 一洸     | 今井靖彦 |
| 第十五弾     | 西岡諒佑   | 大谷誠     | 沖矢悠       | 秦健豪   | 川口ナオ   | 塩田宙 / 沼澤圭             | 長谷川悠大 / 猪股怜生       | 山口澄晴 / 田村祷真   | 一洸     | 今井靖彦 |
|              | 平滝夜叉丸 | 綾部喜八郎 | 田村三木エ門 | 浜守一郎 | 斉藤タカ丸 | 猪名寺乱太郎                | 摂津のきり丸                | 福冨しんべヱ          | 土井半助 | 山田伝蔵 |

## コンサート・イベント・舞台
ミュージカル『忍たま乱太郎』第4弾 ファン感謝祭
2013年1月15日、サンシャイン劇場
ミュージカル『忍たま乱太郎』第5弾再演 ファン感謝祭
2014年6月30日、東京ドームシティ シアターGロッソ
200回公演記念コンサート『忍術学園 学園祭』
2015年10月16日・17日、エプソン品川アクアスタジアム ステラボール
ミュージカル『忍たま乱太郎』第7弾『忍術学園 学園祭』
2016年9月24日・25日、舞浜アンフィシアター
ミュージカル『忍たま乱太郎』春のファン感謝祭 ～素顔の五年生全員集合！の段～
2017年4月6日・7日、品川プリンスホテル クラブeX
ミュージカル『忍たま乱太郎』第8弾『忍術学園 学園祭』
2017年9月22日 - 24日、舞浜アンフィシアター
2017年9月29日 - 10月1日、森ノ宮ピロティホール
ミュージカル『忍たま乱太郎』春のファン感謝祭2018 ～素顔の五年生全員集合！の段～
2018年4月17日、名古屋市芸術創造センター
2018年4月18日、京都府民総合交流プラザ 京都テルサ テルサホール
2018年4月19日、神戸市立灘区民ホール 大ホール
2018年4月20日、大阪府立男女共同参画・青少年センター（ドーンセンター）
2018年4月24日、新潟市民プラザ
2018年4月26日、トークネットホール仙台 小ホール
2018年4月28日、とうほう・みんなの文化センター 小ホール
2018年5月12日・13日、東京ドームシティ シアターGロッソ
ミュージカル『忍たま乱太郎』第9弾『忍術学園 学園祭』
2018年10月12日 - 14日、舞浜アンフィシアター
2018年10月20日・21日、NHK大阪ホール
ミュージカル『忍たま乱太郎』第10弾『忍術学園 学園祭』
2020年1月10日 - 13日、 舞浜アンフィシアター
2020年1月17日 - 19日、 COOL JAPAN PARK OSAKA WWホール
ミュージカル『忍たま乱太郎』第11弾「忍術学園学園祭2021」
2021年1月16日・17日、東京国際フォーラム ホールA ※公演中止
2021年1月29日 - 31日、COOL JAPAN PARK OSAKA WWホール
ミュージカル『忍たま乱太郎』第11弾 春のファン感謝祭 外伝『悪徳忍者ドクタケ』～つらいよ、中間管理職の段～&忍術学園スペシャルトーク
2021年3月4日 - 8日、日本青年館ホール
ミュージカル『忍たま乱太郎』第12弾「忍術学園学園祭2021」
2021年12月3日 - 5日、あましんアルカイックホール
2021年12月17日 - 23日、明治座
ミュージカル「忍たま乱太郎」 第12弾再演 8月8日はGロッソで陣を取れ!～ファンミーティングの段～
2022年8月8日、東京ドームシティ シアターGロッソ
舞台「忍たま乱太郎」〜あかるく、たのしく、ゆかい！の段〜
2022年11月3日 - 6日、あうるすぽっと OWLSPOT THEATRE
ミュージカル「忍たま乱太郎」六年生単独ライブ　KT Zepp Yokohama 夏の陣
2023年7月31日、KT Zepp Yokohama
「ミュージカル『忍たま乱太郎』第13弾 忍術学園　学園祭　2023」　
2023年12月8日 - 10日、TACHIKAWA STAGE GARDEN
2023年12月15日 - 17日、COOL JAPAN PARK OSAKA TTホール
ミュージカル「忍たま乱太郎」第14弾直前！〜ファンミーティングの段〜
2024年3月4日・5日、東京ドームシティ シアターGロッソ
舞台「忍たま乱太郎」〜はじめまして！三年生、全員集合の段〜
2024年8月1日 - 9日、草月ホール
ミュージカル「忍たま乱太郎」六年生単独ライブ　KT Zepp Yokohama 夏の陣　〜再燃〜
2024年8月21日・22日、KT Zepp Yokohama
「ミュージカル『忍たま乱太郎』第14弾 忍術学園学園祭」
2025年1月17日 - 19日、森ノ宮ピロティホール
2025年1月24日 - 26日、TACHIKAWA STAGE GARDEN
ミュージカル「忍たま乱太郎」五年生単独ライブ〜どうやら本当にやるらしい〜
2025年2月7日・8日、KT Zepp Yokohama
ミュージカル『忍たま乱太郎』第14弾外伝～三年生、雑渡昆奈門に弟子入りの段〜
2025年2月28日 - 3月4日、I’M A SHOW
ミュージカル「忍たま乱太郎」キャストと観よう！過去作品コメンタリー上映会
2025年4月4日・5日、有楽町よみうりホール
ミュージカル「忍たま乱太郎」第15弾直前！〜ファンミーティングの段〜
2025年4月6日、有楽町よみうりホール
舞台「忍たま乱太郎」〜三年生といっしょに！いつもいっしょに！の段〜
2025年7月26日 - 8月11日、有楽町朝日ホール
ミュージカル「忍たま乱太郎」六年生単独ライブ　ROKUTAN　Zepp Tour
2025年8月18日・19日、Zepp Fukuoka
2025年8月21日、Zepp Namba
2025年8月25日・26日、KT Zepp Yokohama

## 配信企画
ミュージカル「忍たま乱太郎」オンライン任務はじめます！　〜６月６日の段〜2020年6月6日
2020年4月より予定されていた第十一弾公演が新型コロナウイルス感染拡大の影響により中止となったのを受けて企画された配信番組。第十弾、第十一弾キャストらが出演し、ニコニコ生放送にて無料配信された。内容は第十弾、第十一弾にまつわるトークや歌唱など。
【出演】
開沼豊 / 反橋宗一郎 / 湯本健一 / 渡辺和貴 / 新井雄也 / 木村優良 / 鈴木祐大 / 秋沢健太朗 / 佐藤智広 / 山木透 / 栗原大河 / 吉田翔吾 / 久下恭平 / 龍人 / 渡邉嘉寿人 / 髙畑岬 / 坂下陽春 / 樋口裕太 / 大谷誠 / 幹山恭市 / 高橋光 / 小笠原竜哉 / 伊藤俊 / 石黒鉄二 / 白崎誠也 / 来夢 / 迫英雄 / 一洸 / 今井靖彦 / 生出真太郎 / 矢部有理 / 相澤子龍 / 入内島悠平 / 堀田羅粋 / 末次寿樹 / 松下軽美 / 逢沢優 / 福島桂子 / 清水順二 / 翁長卓 / 森大 / 三井淳平
チコちゃんといっしょに課外授業×ミュージカル「忍たま乱太郎」　シリーズ・タイムワープ
第一弾: ～古井戸の底は尼崎だった！生配信の段～: 2021年2月20日-21日　【会場：尼崎城】
【出演】
- 忍術学園六年生
  - 中在家長次 - 新井雄也
  - 七松小平太 - 木村優良
  - 善法寺伊作 - 反橋宗一郎

- 忍術学園四年生
  - 平滝夜叉丸 - 龍人
  - 綾部喜八郎 - 渡邉嘉寿人
  - 斉藤タカ丸 - 坂下陽春

- ドクタケ忍者隊
  - キャプテン達魔鬼 - 高橋光
  - ドクタケ弐 - 小笠原竜哉

- オリジナルキャラクター
  - イベント課 田中職員 - 福島桂子

第二弾: ～千田嘉博先生×忍たまのオンライン二条城めぐりツアーの段～: 2021年2月23日【会場：二条城】
【出演】
- 解説
  - 千田嘉博
  - 尼子騒兵衛

- 忍術学園五年生
  - 尾浜勘右衛門 - 佐藤智広
  - 久々知兵助 - 山木 透
  - 不破雷蔵 - 吉田翔吾

- ドクタケ忍者隊
  - 陸 - 開沼 豊

- オリジナルキャラクター
  - 先生 - 一洸
  - 生徒 - 末次寿樹

ミュージカル『忍たま乱太郎』第11弾再演 ～忍たま 恐怖のきもだめし～緊急オンライン忍務！～5月16日の段～2021年5月16日
2021年5月14日-16日に予定されていた第11弾再演大阪公演の中止を受けて企画された配信番組。内容は東京公演千秋楽を映像で振り返りながらのキャストによるトークなど。配信はシアターコンプレックス。
【出演】
湯本健一 / 渡辺和貴 / 新井雄也 / 木村優良 / 鈴木祐大 / 反橋宗一郎 / 佐藤智広 / 龍人 / 渡邉嘉寿人 / 三井淳平 / 高畑岬 / 坂下陽春 / 入内島悠平 / 堀田羅粋 / 末次寿樹 / 迫英雄 / 一洸 / 今井靖彦 / 幹山恭市 / 高橋光 / 小笠原竜哉 / 伊藤俊 / 石黒鉄二 / 白崎誠也 / 開沼豊 / 松下軽美 / 逢沢優 / 福島桂子 / 福井博章 / 翁長卓 / 森大
ミュージカル「忍たま乱太郎」第14弾再演　「五年生！対六年生！〜お宝を探し出せ‼〜」上演記念ニコ生特番2024年10月5日
2024年10月より予定されている第14弾再演の上演を記念して行われた配信番組。第14弾のキャストらが出演した。内容は14弾の魅力、見どころ、最新情報について。配信はニコニコ生放送。番組の後半は「2.5次元やっぱニコメン」チャンネル会員限定。
【出演】
湯本健一 / 渡辺和貴 / 新井雄也 / 坂垣怜次 / 鈴木祐大 / 反橋宗一郎  / 山木透 / 佐藤智広 / 吉田翔吾 / 久下恭平 / 栗原大河 /  輝山立 / 前内孝文 / 椎名鯛造